# Ficedula speculigera

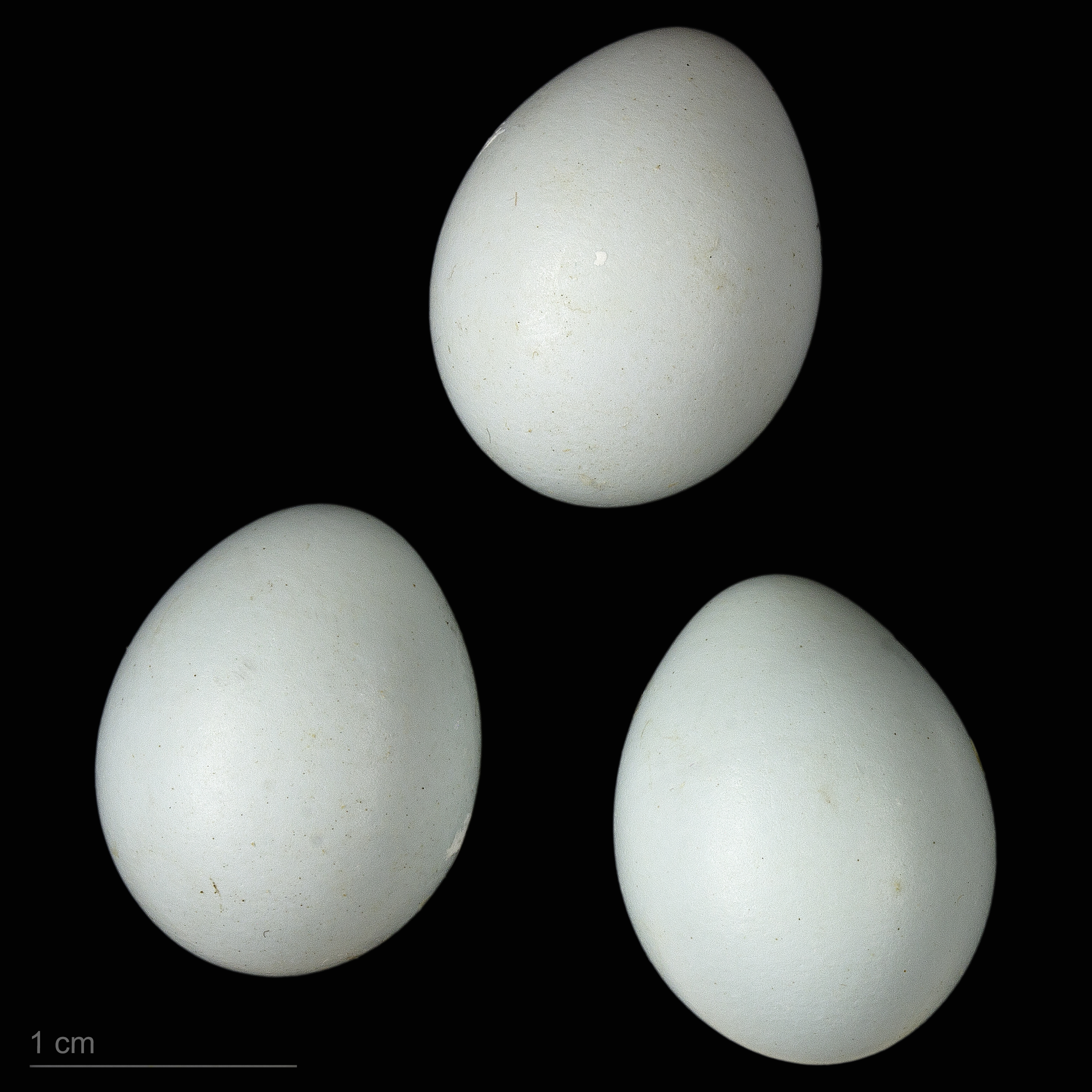
Ficedula speculigera - MHNT

El papamoscas del Atlas (Ficedula speculigera) es una especie de ave paseriforme de la familia Muscicapidae propia de las montañas del noroeste de África. Anteriormente se consideraba una subespecie del papamoscas cerrojillo, pero en la actualidad se consideran especies separadas.

## Distribución y hábitat
Se encuentra únicamente en los bosques de las montañas del Atlas y las regiones aledañas, distribuido por Marruecos, el norte de Argelia y el norte de Túnez.